# كاتسوغي ماتسوموتو
كاتسوغي ماتسوموتو (باليابانية: 松本かつぢ؛ بالكانا: まつもと かつぢ) هو مانغاكا ورسام توضيحي ياباني، ولد في 25 يوليو 1904 في كوبه في اليابان، وتوفي في 13 مايو 1986 في إزو في اليابان.

## وصلات خارجية
- الموقع الرسمي